# Hongshanosaurus
Hongshanosaurus is een geslacht van plantenetende ornithischische dinosauriërs, behorend tot de groep van de Ceratopia, dat tijdens het vroege Krijt leefde in het gebied van het huidige China.

## Vondst en naamgeving
De typesoort Hongshanosaurus houi is in 2003 benoemd en beschreven door You Hailu, Xu Xing, en Wang Xiaolin. De geslachtsnaam is afgeleid van het Chinees 紅 山, hóng sjān, "Rode Heuvel", een verwijzing naar de Hongsjancultuur. De soortaanduiding eert de paleontoloog Hou Lianhai.

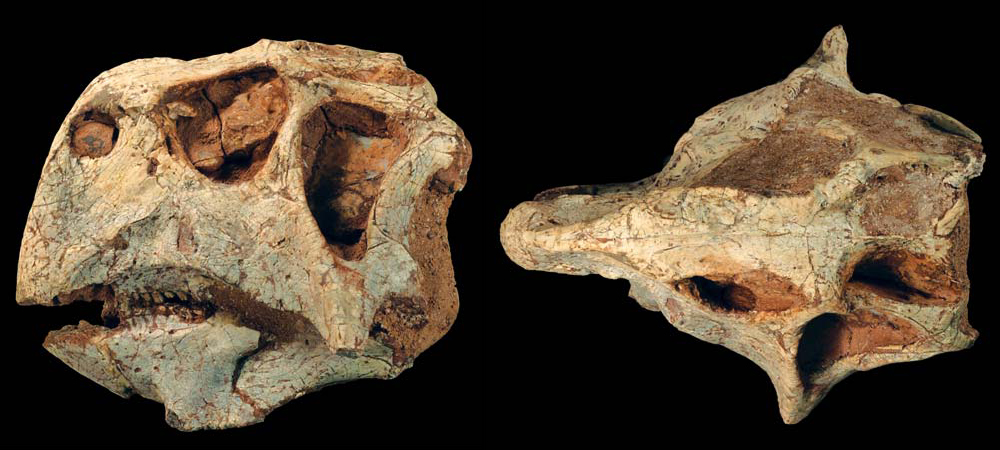
De kop van P. major is in ieder geval niet spits in zijaanzicht

Het holotype, IVPP V12704, is gevonden in de onderste Yixianformatie van de Jehol-groep, die dateert uit het Barremien, ongeveer 125 miljoen jaar oud. Het bestaat uit de resten van een schedel van een jong dier. In 2005 is een nieuw specimen, IVPP V12617, aan de soort toegewezen, bestaande uit de gedeeltelijke schedel en onderkaken van een volwassen dier. In de jaren daarna zijn verschillende andere vondsten gedaan die nog onbeschreven zijn.
In 2010 stelde Paul Sereno dat Hongshanosaurus niet te onderscheiden viel van verschillende soorten van Psittacosaurus en hernoemde de soort tot een Psittacosaurus houi als nomen dubium. Een studie uit 2013 concludeerde echter dat de soort identiek was aan de in 2006 benoemde Psittacosaurus lujiatunensis, holotype ZMNH M8137, waaraan ook weer de in 2007 benoemde Psittacosaurus major, holotype LH PV1, identiek is. Als eerder benoemde naam heeft Hongshanosaurus prioriteit. Naar keuze kan de soort Psittacosaurus houi genoemd worden.
Het gelijkstellen van de drie soorten voegt grote hoeveelheden materiaal aan Hongshanosaurus toe waaronder de paratypen van Psittacosaurus lujiatunensis: ZMNH M8138: een schedel met onderkaken en drie halswervels; PKUP V1053: een schedel met onderkakane van een jong dier; en PKUP V1054: een schedel met onderkaken, proatlas en atlas van een jongvolwassen dier. Verdere specimina zijn: IVPP V12074, IVPP V14155, IVPP V14341, IVPP V12617, IVPP V12704, IVPP V14341, D2156, PKUVP V1055, PKUVP V1056, PKUVP V1058, PKUVP V1057, LPM R00117, LPM R00119, LPM R00121, LPM R00122, LPM R00124, LPM R00126, LPM R00128, LPM R00132, LPM R00133, LPM R00135, LPM R00136, LPM R00137, LPM R00138, LPM R00140, LPM R00141, LPM R00142, LPM R00143, JZMP V11, en LHPV 1.

## Beschrijving

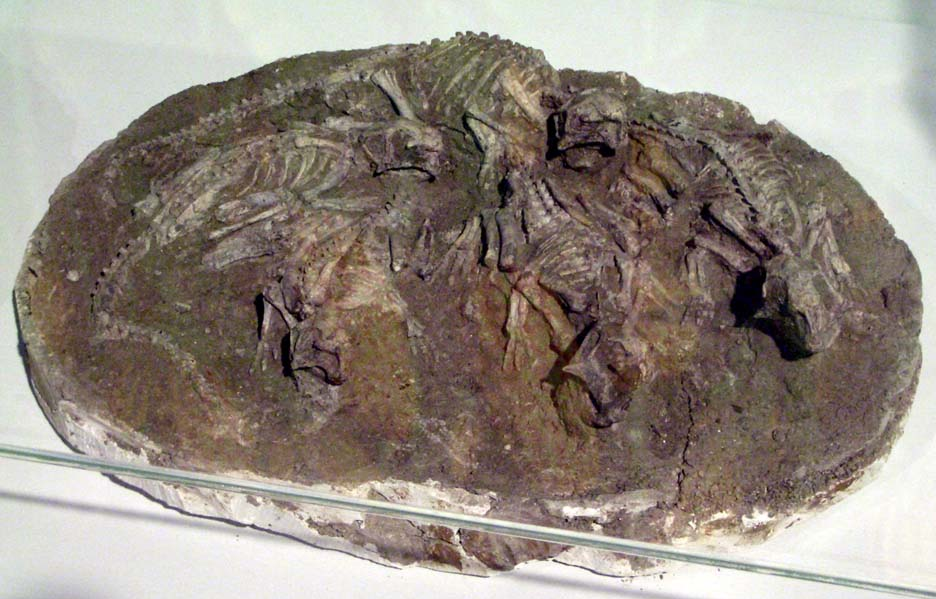
Een nest jongen

Hongshanosaurus is een kleine tweevoetige planteneter met een lengte van zo'n anderhalve meter. De schedellengte bij het holotype bedraagt nog geen vijf centimeter; bij het volwassen exemplaar ongeveer twintig centimeter. De vrij platte en korte kop draagt een hoornsnavel en heeft op ieder op zich al sterk uitstekend jukbeen een kleine zijwaartse hoorn. Het snaveldragend been op de bovenkaken, het os rostrale, is halfcirkelvormig in doorsnee. De snuit is erg spits. Het quadratum helt sterk naar achteren wat de platheid nog vergroot en de schedel in die richting verlengt. Volgens Sereno is de spitsheid van de schedel het gevolg van samendrukking van het fossiel en was de kop in het echt bol en hoog.
De onderkaken zijn hoog en dragen ieder tien tanden.

## Fylogenie
Hongshanosaurus is door de beschrijvers toegewezen aan de Psittacosauridae maar zonder exacte analyse.
Het holotype is zo slecht bewaardgebleven dat wel gesteld is dat Hongshanosaurus een nomen dubium is. Problematisch is ook de relatie met het verwante geslacht Psittacosaurus waarin naar moderne maatstaven zeer veel soorten zijn benoemd. Het kan zijn dat Hongshanosaurus fylogenetisch in de soortengroep van Psittacosaurus valt. De vaststelling in die zin door Sereno leidde er in 2010 toe dat het taxon als een soort van Psittacosaurus werd benoemd. Een andere optie is dat het geslacht Psittacosaurus wordt opgesplitst.